# Montemesola
Montemesola község (comune) Olaszország Puglia régiójában, Taranto megyében.

## Fekvése
Taranto és Martina Franca között fekszik, a Murgia-fennsíkon.

## Története
A település területét már a neolitikumban lakták, ezt régészeti leletek bizonyítják. A település első írásos emléke a 13. századból származik Montis Mensulae név alatt, melynek jelentése tábla-hegy (utalás a város határában lévő lapos dombra). A középkor során feudális birtok volt. 1806-ban nyerte el függetlenségét, miután a Nápolyi Királyságban eltörölték a feudalizmust. 

## Népessége
A népesség számának alakulása:

## Főbb látnivalói
- Palazzo Marchesale
- Santissima Rosario templom
- Santa Maria della Croce templom